# Kings of Leon
Kings of Leon là một ban nhạc rock của Mỹ, được thành lập ở Nashville, Tennesse vào năm 2000. Ban nhạc gồm 3 người anh em Caleb Followill (sinh 14/1/1982, hát chính, đệm ghita), Nathan Followill (sinh 26/6/1979, tay trống và đánh nhạc cụ, hát đệm) và Jared Followill (sinh 20/11/1986, đánh ghita bass, hát đệm). Ngoài ra nhóm còn có người em họ Matthew Followill (sinh 10/9/1984, ghita chính, hát đệm).
Thể loại nhạc của nhóm chủ yếu là sự pha trộn giữa rock miền Nam và nhạc Blues, nhưng dần dần đã có thêm nhiều sự kết hợp của nhiều dòng nhạc mới thay thế. Kings of Leon đã đạt được những thành công ban đầu trên thị trường nhạc Vương quốc Anh với 9 đĩa đơn nằm trong top 40, 2 giải Brit năm 2008, và cả ba album của nhóm đều nằm trong tốp đầu của UK Albums Chart. Album thứ ba của họ - Do Times cũng đã đạt vị trí quán quân. Sau khi phát hành album Only by The Night năm 2008, album cũng đạt thành công vang dội trên BXH Hoa Kỳ. Các đĩa đơn "Sex On Fire", "Use Somebody", "Notion" đều đạt vị trí quán quân trên BXH Hot Modern Rock Tracks. Album đầu tiên của họ Platinum là album bán chạy nhất ở cả Hoa Kỳ và Úc năm 2008, được chứng nhận đĩa bạch kim chín lần. Album thứ năm của họ Come Around Sundown được phát hành vào ngày ngày 18 tháng 10 năm 2010, còn album thứ 6 Mechanical Bull được phát hành vào ngày ngày 24 tháng 9 năm 2013.

## Thành viên ban nhạc
| - Caleb Followill – hát chính, rhythm guitar (2000-nay) - Matthew Followill – guitar chính, hát phụ (2000–nay) - Jared Followill – bass, keyboard, synthesizer, hát phụ (2000–nay) - Nathan Followill – trống, chơi nhạc cụ, hát phụ (2000-nay) | Các thành viên tham gia lưu diễn - Christopher Coleman – rhythm guitar, keyboard, piano, chơi trống và nhạc cụ, hát phụ (2010–2014) - Ethan Luck – rhythm guitar, keyboard, piano, chơi trống và nhạc cụ, hát phụ (2014–nay) |

## Danh sách album
- Youth & Young Manhood (2003)
- Aha Shake Heartbreak (2004)
- Because of the Times (2007)
- Only by the Night (2008)
- Come Around Sundown (2010)
- Mechanical Bull (2013)
- Walls (2016)
- When You See Yourself (2021)
- Can We Please Have Fun (2024)

## Giải thưởng và đề cử
Giải Grammy
Giải Grammy là giải thưởng thường niên danh giá của Viện Hàn Lâm Khoa học và Nghệ thuật Thu âm Hoa Kỳ. Kings of Leon đã bốn lần thắng giải trong 14 lần đề cử.
| Năm  | Đề cử / Tác phẩm    | Giải thưởng                                           | Kết quả   |
| ---- | ------------------- | ----------------------------------------------------- | --------- |
| 2009 | "Sex on Fire"       | Trình diễn Song ca/Nhóm nhạc giọng rock xuất sắc nhất | Đoạt giải |
| 2009 | "Sex on Fire"       | Bài hát rock hay nhất                                 | Đề cử     |
| 2009 | Only by the Night   | Album rock xuất sắc nhất                              | Đề cử     |
| 2010 | "Use Somebody"      | Thu âm của năm                                        | Đoạt giải |
| 2010 | "Use Somebody"      | Bài hát của năm                                       | Đề cử     |
| 2010 | "Use Somebody"      | Trình diễn Song ca/Nhóm nhạc giọng rock xuất sắc nhất | Đoạt giải |
| 2010 | "Use Somebody"      | Bài hát Rock hay nhất                                 | Đoạt giải |
| 2011 | "Radioactive"       | Trình diễn Song ca/Nhóm nhạc giọng rock xuất sắc nhất | Đề cử     |
| 2011 | "Radioactive"       | Bài hát rock hay nhất                                 | Đề cử     |
| 2012 | Come Around Sundown | Album rock xuất sắc nhất                              | Đề cử     |
| 2014 | Mechanical Bull     | Album rock xuất sắc nhất                              | Đề cử     |